# Coyula
Coyula är en ort i Mexiko.   Den ligger i kommunen Tonalá och delstaten Jalisco, i den centrala delen av landet, 400 km väster om huvudstaden Mexico City. Coyula ligger 1 518 meter över havet och antalet invånare är 5 408.
Terrängen runt Coyula är varierad. Runt Coyula är det ganska tätbefolkat, med 239 invånare per kvadratkilometer. Närmaste större samhälle är Tonalá, 3,7 km väster om Coyula. I omgivningarna runt Coyula växer huvudsakligen savannskog.